# Écs
Écs là một thị trấn thuộc hạt Győr-Moson-Sopron, Hungary. Thị trấn này có diện tích 19,84 km², dân số năm 2010 là 1838 người, mật độ 93 người/km².